# 슈라우타

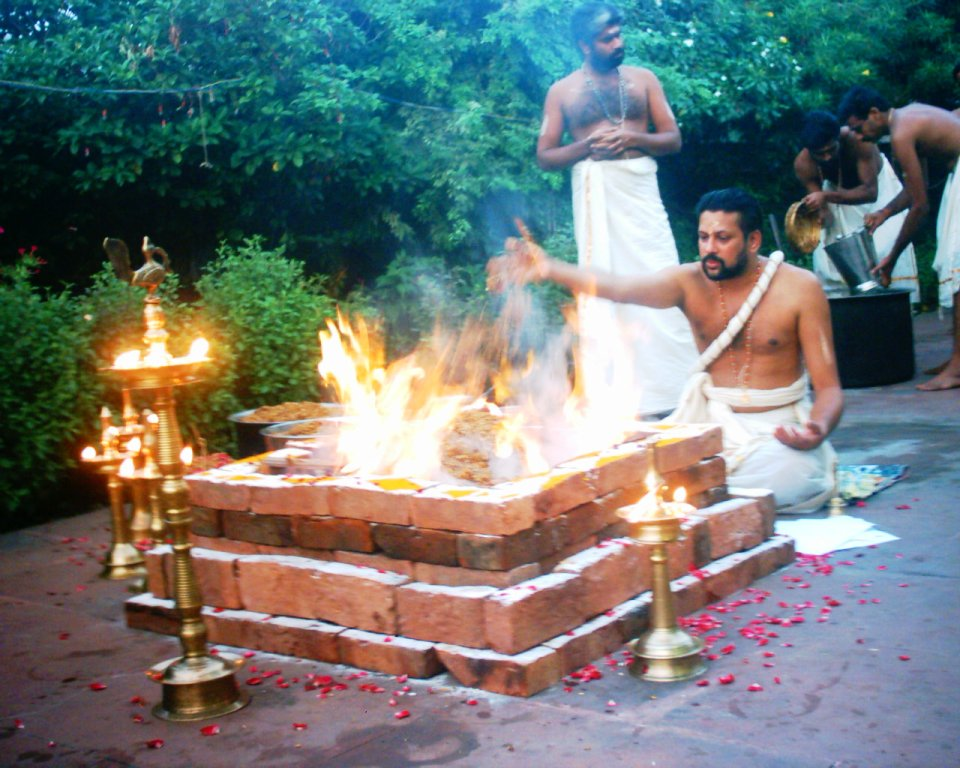
남부디리 브라만이 슈라우타 호마 의식을 수행한다.

슈라우타(산스크리트어: श्रौतसूत्र) 또는 스라우타는 "슈루티에 속한다"라는 뜻으로, 즉 힌두교의 베다를 기반으로 하는 모든 것을 의미하는 산스크리트어 단어이며, 슈루티와 관련된 텍스트, 의식 또는 사람의 형용사와 접두사이다. 예를 들어, 이 용어는 슈루티의 말뭉치를 전문으로 하는 브라만들을 지칭하며, 현대의 스라우타 브라만 전통은 케랄라와 코아스탈 안드라에서 볼 수 있다.

## 어원 및 의미
산스크리트어 슈라우타는 슈루티("들려오는 것", 힌두교 경전을 의미함)에 뿌리를 두고 있다. 존슨은 슈라우타가 슈루티와 관련된 텍스트, 의식 또는 사람에게 적용되는 형용사라고 말한다. 클로스터마이어는 이에 동의하며, 접두사가 "슈루티에 속하는" 것을 의미하며, 슈루티와 관련된 의식과 텍스트를 포함한다고 말한다. 이 단어는 학술 문헌에서 때때로 샤라우타(shrauta)로 표기되기도 한다.

## 역사
인도 종교를 통해 확산된 호마 전통은 3000년의 역사를 거쳐 사마르칸트에서 일본에 이르기까지 아시아 전역에서 발견된다. 아시아의 모든 변형에서 호마는 불에 음식을 바치는 의식적인 의례로, 궁극적으로 베다 종교에서 유래되었다. 이 전통은 인도 종교에서 발전한 불과 조리된 음식(파카-야즈나)에 대한 의식적 절충주의를 반영하며, 베다의 브라마나 계층이 이에 대한 가장 초기의 현존 기록이다.
인도 맥락에서 야즈나 또는 베다 불 희생 의례는 초기 슈루티(베다) 의례의 독특한 특징이 되었다. 슈라우타 의례는 불 의례를 통해 희생자가 신들에게 무언가를 바치고, 희생자가 그 대가로 무언가를 기대하는 상호 교환의 한 형태이다. 베다 의례는 우유, 정제 버터, 요구르트, 쌀, 보리, 동물 또는 가치 있는 어떤 것이든 불 사제의 도움을 받아 신에게 바치는 식용 또는 음용 가능한 것을 희생하는 것으로 구성되었다. 이 베다 전통은 슈라우타(슈루티 기반)와 스마르타(스므리티 기반)로 나뉘었다.
미하엘 비첼은 슈라우타 의례가 활발히 연구되고 있으며 아직 완전히 이해되지 못했다고 말한다.
필리스 그라노프는 슈라우타 "불 의식" 관행이 다양한 불교 및 자이나교 전통에 의해 모방되었으며, 이들 텍스트는 힌두교 전통의 "의식적 절충주의"를 차용했지만, 중세 시대에 걸쳐 진화한 변형을 보였다고 말한다. 다치카와 무사시는 호마 양식의 베다 희생 의례가 대승 불교에 흡수되었으며, 호마 의례는 티베트, 중국, 일본의 일부 불교 전통에서 계속해서 행해지고 있다고 말한다.

## 텍스트
| 베다                                     | 수트라 |
| 리그베다                                 | 아스발라야나수트라 (§), 상카야나수트라 (§), 사우나카수트라 (¶) |
| 사마베다                                 | 라티야야나수트라 (§), 드라야야나수트라 (§), 니다나수트라 (§), 푸시파수트라 (§), 아누스토트라수트라 (§)                                                                                                 |
| 야주르베다                               | 마나바수트라 (§), 바라드바자수트라 (¶), 바두나수트라 (¶), 바이카나사수트라 (¶), 라우가크시수트라 (¶), 마이트라수트라 (¶), 카타수트라 (¶), 바라하수트라 (¶), 아파스탐바수트라 (§), 바우다야나수트라 (§) |
| 아타르바베다                             | 쿠시카수트라 (§) |
| ¶: 인용만 남아있음; §: 텍스트가 남아있음 | |

슈라우타수트라는 슈루티에 기반을 둔 의례 관련 수트라이다. 칼파수트라의 첫 버전은 아마도 기원전 6세기에 베다의 브라마나 계층이 구성될 무렵 시작되었으며, 대부분의 의례 수트라는 기원전 300년경에 완성되었다. 이들은 힌두 전통의 유명한 베다 현자들에게 귀속되었다. 이 텍스트들은 경구적인 수트라 양식으로 작성되었으므로, 어떤 의식에 대한 상세한 매뉴얼이나 핸드북이라기보다는 분류학 또는 간결한 안내서이다.
슈라우타수트라는 스므리티(기억되는 것, 전통)에 기반한 스마르타수트라와 다르다. 고대 베다 및 후기 베다 문헌에서 스마르타수트라는 일반적으로 그리햐수트라(가정 의례)와 사마야카리카수트라(자신과 타인과의 관계에 대한 의무를 가진 올바른 삶의 방식, 다르마샤스트라)를 의미한다.

### 슈라우타수트라

바우다야나술바수트라의 1~2절은 어떤 직사각형의 너비와 길이의 제곱이 그 대각선의 제곱과 같다고 말한다. 이는 동지중해 문헌에서 피타고라스 정리로 알려져 있다.

슈라우타수트라는 산스크리트어 수트라 문헌의 일부를 이룬다. 그 내용은 슈루티 경전의 대규모 의례 사용법과 이러한 주요 베다 의례의 올바른 수행법에 대한 지침을 포함하며, 이는 베다의 브라마나 계층에서 발견되는 것과 동일하지만, 더 체계적이고 상세한 방식으로 제시된다.
인용 틀이 비었음 (도움말)
바우다야나 슈라우타수트라는 슈라우타수트라 장르에서 가장 오래된 텍스트일 가능성이 높으며, 부록에는 파리바하사수트라(정의, 용어집 섹션)가 포함되어 있다. 초기 아파스탐바 슈라우타수트라 및 후대에 작성된 카티야야나와 같은 다른 텍스트들도 파리바하사수트라 섹션으로 시작한다. 술바수트라는 슈라우타수트라의 부록으로, 베디(베다 제단)를 위한 기하학을 구성하는 수학적 방법론을 다룬다. 산스크리트어 술바는 "끈"을 의미하며, 이 텍스트들은 "끈의 규칙"이다. 킴 플로프커는 이들이 현대 수학 용어로 "평면 도형의 면적 보존 변환"이라고 불릴 수 있는 것을 제공하며, 기하학 공식과 상수를 간결하게 설명한다고 말한다. 다섯 개의 술바수트라가 역사에 남아 있으며, 이 중 가장 오래된 것은 바우다야나 술바수트라(기원전 800-500년)이며, 카티야야나의 것은 연대순으로 가장 최근의 것(기원전 약 300년)일 수 있다.

## 의식
슈라우타 의례와 의식은 베다의 브라마나 계층에서 발견되는 것을 말한다. 여기에는 불과 관련된 의례, 보름달, 초승달, 소마, 동물 희생, 그리고 베다 시대에 행해진 계절별 제물이 포함된다. 브라마나 텍스트에 나오는 이러한 의례와 의식은 혼합되어 있어 따르기 어렵다. 의례 절차에 대한 더 명확한 설명은 베단가 칼파-수트라에 나타난다.
부르데에 따르면, 베다 의례는 "슈라우타 의례와 그리야 의례로 나눌 수 있다". 공공 의례와 관련된 슈라우타 의식은 슈라우타수트라로 분류되었으며, 통과 의례 및 가정 의례와 관련된 대부분의 베다 의례는 그리야수트라(문자적으로 가정적인; 루빈은 라우키카 또는 대중적이라고도 함)에 포함되었다. 그러나 그리야수트라는 시간이 지남에 따라 많은 새로운 비슈라우타 의례를 추가했다. 슈라우타수트라는 일반적으로 대규모의 값비싼 공공 의례에 중점을 두는 반면, 그리야수트라는 가구주와 삼스카라(통과 의례)인 분만, 혼인, 포기 및 화장에 중점을 둔다.
슈라우타수트라 의식은 대개 정교하며 여러 사제의 도움을 필요로 하는 반면, 그리야수트라 의식은 힌두교 전통에서 사제의 도움 없이 또는 도움을 받아 수행할 수 있다.

### 동물 대 채식 희생 제물
슈라우타 의례는 복잡성에 따라 다양했다. 슈라우타 의례의 첫 단계는 제단을 만들고, 다음은 불을 붙이고, 그 다음은 하비르-야즈나 암송, 그 다음은 불에 우유나 마실 수 있는 액체 방울을 바치고, 그 다음에는 만트라와 함께 기도하는 것이었다.
더 복잡한 슈라우타 의례는 달의 주기(다르샤푸르나마사)와 계절 의례에 기반을 두었다. 음력 주기 슈라우타 희생은 동물 희생이 없었고, 신들에게 푸로다샤(구운 곡물 케이크)와 기(정제 버터)를 제물로 바치고, 만트라를 암송했다.
비첼에 따르면, "파수반다 또는 '동물 희생'은 또한 소마 의례에 통합되며, 동물 살해를 포함한다." 살해는 불길한 것으로 간주되었고, 희생 제단 밖에서 동물을 "피 흘리지 않고" 질식시키는 관행이 행해졌다. 살해는 악과 오염(파파, 아가, 에나스)의 한 형태로 여겨졌고, 후기/리그베다 이후 시대에는 이러한 악을 피하기 위한 개혁이 도입되었다. 티모시 루빈에 따르면, 슈라우타 의례에서 동물 희생을 모양을 낸 반죽(피스타파수)이나 기 버터 항아리(아자파수)로 대체하는 것은 적어도 600년 동안 행해져 왔지만, 그러한 대체는 슈라우타 의례 텍스트에서 묵인되지 않는다.
우샤 그로버는 동물 희생을 채식 제물로 대체하는 것에 대한 논의가 야주르베다의 샤타파타 브라마나 1.2.3장에 나타난다고 말한다. 그로버는 이 장이 슈라우타 의례 중 신에게 바쳐지는 제물의 점진적인 변화를 제시한다고 덧붙인다. 그로버는 이 변화가 아힘사(비폭력 원칙)와 관련이 있거나, 단순히 소의 수를 보존하기 위한 수단이거나, 희생 동물의 부족 때문일 수 있다고 덧붙인다. 그러나 그로버에 따르면, 고대 문헌은 "동물 희생이 포기되었고", 제물이 "채소, 곡물, 우유, 기"로 바뀌었음을 시사한다. 고대 베다 문헌이 특정 희생에 대해 채식 제물이 동물 제물만큼 효율적이라고 주장하기 시작했다는 견해는 막스 뮐러 등이 공유한다.

### 쇠퇴
알렉시스 샌더슨에 따르면, 슈라우타 의식은 5세기부터 13세기까지 쇠퇴했다. 이 시기에는 슈라우타 희생에서 소, 땅, 사찰 건립 및 사트라니(급식소), 저수지 기부와 같은 자선적 증여가 종교 의식의 일부로 인기를 얻으며 전환되었다.

### 현대 관행
대부분의 슈라우타 의식은 현대에 거의 행해지지 않는다. 일부 슈라우타 전통은 학자들에 의해 관찰 및 연구되었는데, 안드라프라데시주의 농촌 지역과 인도 및 네팔의 다른 곳에서 그러하다. 안드라 해안의 슈라우타 전통은 데이비드 나이프에 의해 보고되었으며, 정교한 슈라우타 의식은 1975년에 프리츠 스탈에 의해 케랄라주에서 비디오로 기록되었다. 악셀 미카엘스에 따르면, 현대 힌두교 및 불교 문맥에서 발견되는 호마 희생 의식은 베다 슈라우타 의식의 단순화된 버전으로 진화했다.
나이프는 안드라의 농촌 지역에서 슈라우타 관습에 관한 책을 출판했다. 나이프는 슈라우타 의례 체계가 "간단한 가정 일상이 희생자와 그의 아내의 종교적 에너지에 훨씬 더 많은 것을 요구하는 것으로 대체되었다는 의미에서 확장된 것"이며, 가족의 단일 불 그리야 체계를 세 불 슈라우타 체계로 증강함으로써 시작된다고 말한다. 다음 세대에게 슈라우타 전통을 계속 가르치는 공동체는 스마르타 전통도 가르치며, 젊은이들에게 선택권이 주어진다. 나이프는 안드라 전통이 고대 아파스탐바 슈라우타 및 그리야 수트라에 뿌리를 두고 있을 수 있다고 말한다. 안드라 전통에서는 매일 두 번의 아그니호트라 제물과 격주 다라 푸르나마사 제물이라는 일상적인 관행을 확립한 후에야 가장 간단한 소마 의식인 아그니슈토마를 수행할 자격이 주어진다. 아그니슈토마를 수행한 후에는 더 광범위한 소마 의식과 아그니카야나 의식을 수행할 자격이 주어진다.
남아시아 밖에서 처음으로 행해진 소마 슈라우타 의식은 1996년 영국 런던에서 푸슈티마르가 마하라지가 남인도 사제들을 고용하여 행했다. 이 희생은 스미스에 의해 의식 규칙 준수 측면에서 "터무니없는 대실패"로 묘사되었다.
슈라우타 브라만은 스므리티 경전에 따라 의례를 수행하는 것으로 알려진 스마르타 브라만과 달리 슈루티 경전에 따라 의례를 수행하는 것을 전문으로 한다.

### 폐지된 관행
아슈바메다와 라자수야는 더 이상 행해지지 않는다. 푸루샤메다라는 인신공양이 실제로 행해졌는지에 대한 의문이 있다.

## 영향
로버트 벨라는 슈라우타 의식이 복잡하고 비용이 많이 들었으며, "이 의식이 왕족과 귀족을 위해 만들어졌다는 것을 잊지 말아야 한다"고 말한다. 벨라는 브라만이 정교한 슈라우타 의식을 후원하고 비용을 감당하려면 매우 부유해야 했을 것이라고 덧붙인다. 고대부터 기원후 1천년 중반까지는 왕의 즉위와 같은 행사들이 슈라우타 의식을 후원했으며, 그 이후로는 사원 건립이나 자선 활동과 같은 대안적인 의식들이 왕족들에게 더 인기를 얻으면서 슈라우타 의식은 쇠퇴했다.
브라이언 스미스는 우파니샤드가 슈라우타 양식의 사회적 의례와 이러한 의례가 나타내는 세계관의 종말을 향한 움직임이었다고 말한다. 우파니샤드 교리는 절정이 아니라 베다 의례주의의 파괴였다. 이것은 기원전 1천년에 중요성을 얻은 인도 종교에 지속적인 영향을 미쳤는데, 베단타 및 기타 힌두 철학 학파의 출현뿐만 아니라 고대 인도 사회의 왕실 계급 사이에서 불교와 자이나교의 영향력 측면에서도 그러했다.
인용 틀이 비었음 (도움말)
시간이 지나면서 고대 인도 학자들은 프라나그니호트라 우파니샤드와 같은 우파니샤드를 저술했는데, 이는 외부 의례에서 자기 지식과 인간 내면의 의례로 초점을 진화시켰다. 헨크 보데위츠는 프라나그니호트라가 외부의 공공 아그니호트라 의례(슈라우타 의례)를 대체한 내재화된 직접적인 사적 의례라고 말한다.
이 진화는 인간의 신체가 브라만, 즉 형이상학적인 불변의 실재의 사원이며, 인간의 감각 기관을 지칭하는 데바(신들)라는 베다의 사상에 달려 있었다. 이 원리는 프라나그니호트라 우파니샤드, 브리하다란야카 우파니샤드 2.2절, 카우시타키 우파니샤드 1.4절 및 2.1–2.5절, 프라슈나 우파니샤드 2장 등을 포함한 많은 우파니샤드에서 발견된다. 이 사상은 고대 브라흐마 우파니샤드와 같은 다른 소우파니샤드에서도 발견되고 발전되었는데, 이 우파니샤드는 인간의 신체를 "브라만의 신성한 도시"로 묘사하며 시작한다.
보데위츠는 이것이 고대 인도 사상에서 "자아 또는 총체로서의 인격이 중심이 되었고, 자아 또는 영혼이 최고의 원리 또는 신의 현현이 되었다"는 단계를 반영한다고 말한다. 이 진화는 영적인 의례가 외부에서 내부로, 슈라우타와 같은 의례를 통한 공공 수행에서 내성을 통한 사유 수행으로, 자연 속의 신에서 내면의 신으로 전환되었음을 나타낸다.
따라서 슈라우타 아그니호트라 희생은 프라나-아그니호트라 희생 개념으로 진화했다. 희스터만은 프라나그니호트라 희생을 수행자가 음식과 자신의 몸을 사원으로 삼아 외부의 도움이나 상호성 없이 희생을 행하는 것으로 묘사하며, 이 의례는 힌두교인으로 하여금 "사회에 머물면서도 사회로부터 독립성을 유지"하게 해주며, 그 단순성으로 인해 "베다 의례주의의 최종 단계"를 나타낸다.

## 같이 보기
- 베다
- 미맘사 학파
- 바이카나사
- 힌두교
- 베다 시대
- 요가와 유가 (힌두교)
- 힌두교 우주론

## 참고 문헌
- Flood, Gavin (2006년 1월 5일). 《The Tantric Body: The Secret Tradition of Hindu Religion》. I.B.Tauris. ISBN 978-1-84511-011-6.
- Knipe, David M. (2015년 3월 2일). 《Vedic Voices: Intimate Narratives of a Living Andhra Tradition》. Oxford University Press. ISBN 978-0-19-939770-9.
- Kim Plofker (2009). 《Mathematics in India》. Princeton University Press. ISBN 978-0-691-12067-6.
- Brian Smith (1998). 《Reflections on Resemblance, Ritual, and Religion》. Motilal Banarsidass. ISBN 978-81-208-1532-2.
- Maurice Winternitz (1963). 《History of Indian Literature, Volume 1》. Motilal Banarsidass. ISBN 978-8120802643.